# Підляський воєвода

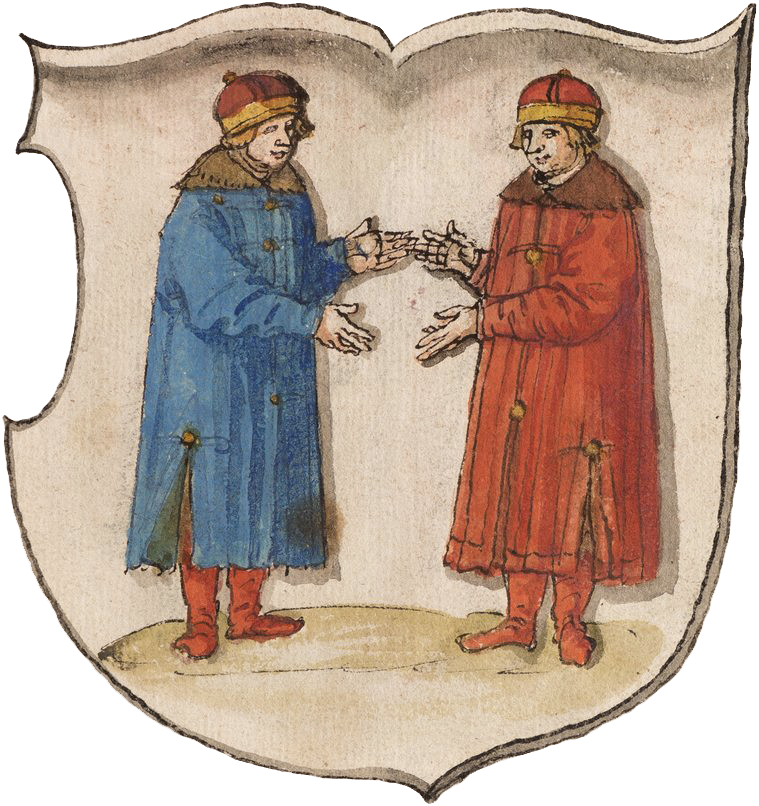
Герб Підляського воєводства

Воєвода Підляський — найвища посадова особа в Підляському воєводстві Великого князівства Литовського Руського та Речі Посполитої. Посада існувала з 1513 по 1795 роки.
Підляське воєводство створене 1513 року на основі етнічних українських земель Підляшшя та Берестейщини, що входили до складу Троцького воєводства Великого князівства Литовського і Руського. 1566 року розділене на власне Підляське та окреме Берестейське воєводства.
До того в Бересті керували старости. Воєводу призначав король і він зазвичай обіймав посаду довічно. До його компетенції входили адміністративні, військові та судові питання. За Люблінською унією 1569 року Підляський воєвода засідав у Сенаті Речі Посполитої. У 1795 році Підляське воєводство ліквідували, а його територію окупувала Російська імперія.

## Воєводи Підляські і Берестейські
- Іван Сапіга 1513—1517
- Іван Станькович Костевич 1520—1527
- Іван Богданович Сапіга 1529—1541
- Микола Юрійович Пац 1543—1551
- Микола Нарбут 1551—1555
- Павло Іванович Сапіга 1555—1558
- Василь Тишкевич 1558—1569, потім воєвода Смоленський.

## Воєводи Підляські
- Микола Кішка 1569—1587
- Станіслав Радзиминський 1588—1591
- Януш Заславський 1591—1604, потім воєвода Волинський
- Томаш Гостомський 1605—1605, потім воєвода Мазовецький
- Ян Збігнев Оссолінський 1605—1613, потім воєвода Сандомирський
- Іван Водинський 1613—1616
- Станіслав Варшицький 1616—1617
- Войцех Немиря 1617—1625
- Андрій Чадзинський 1625—1631
- Павло Щавинський 1633—1634
- Станіслав Немиря 1634—1648
- Павло Варшицький 1649—1652
- Прокоп Леснівольський 1652—1653
- Іван Петро Опалинський 1653—1661
- Збігнев Оссолинський 1661
- Войцех Емерик Млечко 1665—1673
- Вацлав Лещинський 1673—1688
- Марцин Оборський 1688—1698
- Степан Микола Браницький 1699—1709
- Станіслав Матеуш Жевуський 1710—1728, потім Гетьман польський коронний
- Михайло Йосип Сапіга 1728—1738
- Кароль Юзеф Седльницький 1738—1745, потім Підскарбій Великий коронний
- Михайло Антоній Сапіга 1746—1752, потім Підканцлер Литовський
- Михайло Юзеф Жевуський 1752—1762
- Бернард Станіслав Гоздзький 1762—1771
- Антоній Мянчинський(ur. 1691, zm. 1774) 1771—1774
- Йосип Салезій Оссолінський 1774—1790
- Томаш Александрович 1790—1794.